# Brug 540
Brug 540 is een bouwkundig kunstwerk in het Amsterdamse Bos. Het Amsterdamse Bos maakt deel uit van de gemeente Amstelveen, maar de gemeente Amsterdam voert het beheer.
Deze brug, ontworpen door Piet Kramer en de Dienst der Publieke Werken is gelegen in een strook aan de noordoostelijke kant van de Burgemeester A. Colijnweg. Brug 540 werd op 24 juli 1939 apart aanbesteed. Bij de uitvoering werd er tegelijk gebouwd aan de bruggen 540-545. Kramer ontwierp voor het Amsterdam een aantal typen bruggen, waarbinnen hij varieerde. Brug 540 werd daarbij toegekend aan de betonnen vaste brug over een relatieve brede watergang, die het hele bos doorsnijdt. Even zuidelijker loopt ze via een viaduct onder de Rijksweg 9 door alsook brug 536 en brug 546, die laatste twee ook van de hand van Kramer. Alhoewel deze drie bruggen in dezelfde periode door dezelfde man zijn ontworpen, verschillen ze aanmerkelijk. Brug 536 is een brug voor snelverkeer, brug 546 is de enige brug in het bos met fysiek gescheiden rijdekken en gelegen in een weg in de open ruimte. Brug 540 is een typische bosbrug. In tegenstelling tot die twee andere bruggen is brug 540 alleen bestemd voor voetgangers, fietsers en ruiters te paard (en eventueel nooddiensten). Het is een zogenoemde boog- of welfbrug, alhoewel de welving maar matig is, mede dankzij die mogelijkheid in beton. De brugleuning is hier weer van siersmeedwerk waarbij de brugleuningen aan beide uiteinden op de landhoofden enigszins wijken. De drie relingen van die leuning annex balustrade grijpen hier vernuftig samen. Baggelaar en Van Schaik zagen overeenkomsten tussen de brug en brug 556 en brug 566; ze vertonen daarbij net zoveel overeenkomsten als verschillen. Zoals bij meerdere bruggen van Kramer in het bos, hebben de diverse vervoersstromen elk hun eigen niveau.
In 1999 werden alle bruggen in het Amsterdamse Bos door MTD Landschapsarchitecten in opdracht van de gemeente onderzocht op hun cultureel belang. Zij vonden brug 540 een gezichtsbepalende brug en belangrijke oversteek in een gesloten bos, uiteraard behorend tot het omvangrijke oeuvre van Kramer.  
De brug werd door de gemeente Amstelveen tot gemeentelijk monument verklaard, mede doordat het een geheel eigen karakter heeft. Zij merkte daarbij nog de overgang tussen “massief” bij de landhoofden en “slank” in het midden terug naar “massief’’ bij de andere landhoofden op. Bovendien waardeerde ze het vanwege het fijnen lijnenspel van de brugleuningen, die op uitkragingen van de brug staan.
De brug heeft de officieuze bijnaam Blauwebrug, naar haar leuningen. Echter, meerdere bruggen in het park hebben blauwe leuningen. Toch wordt de naam met name onder de beheerders van het bos gebruikt om de plek te duiden.

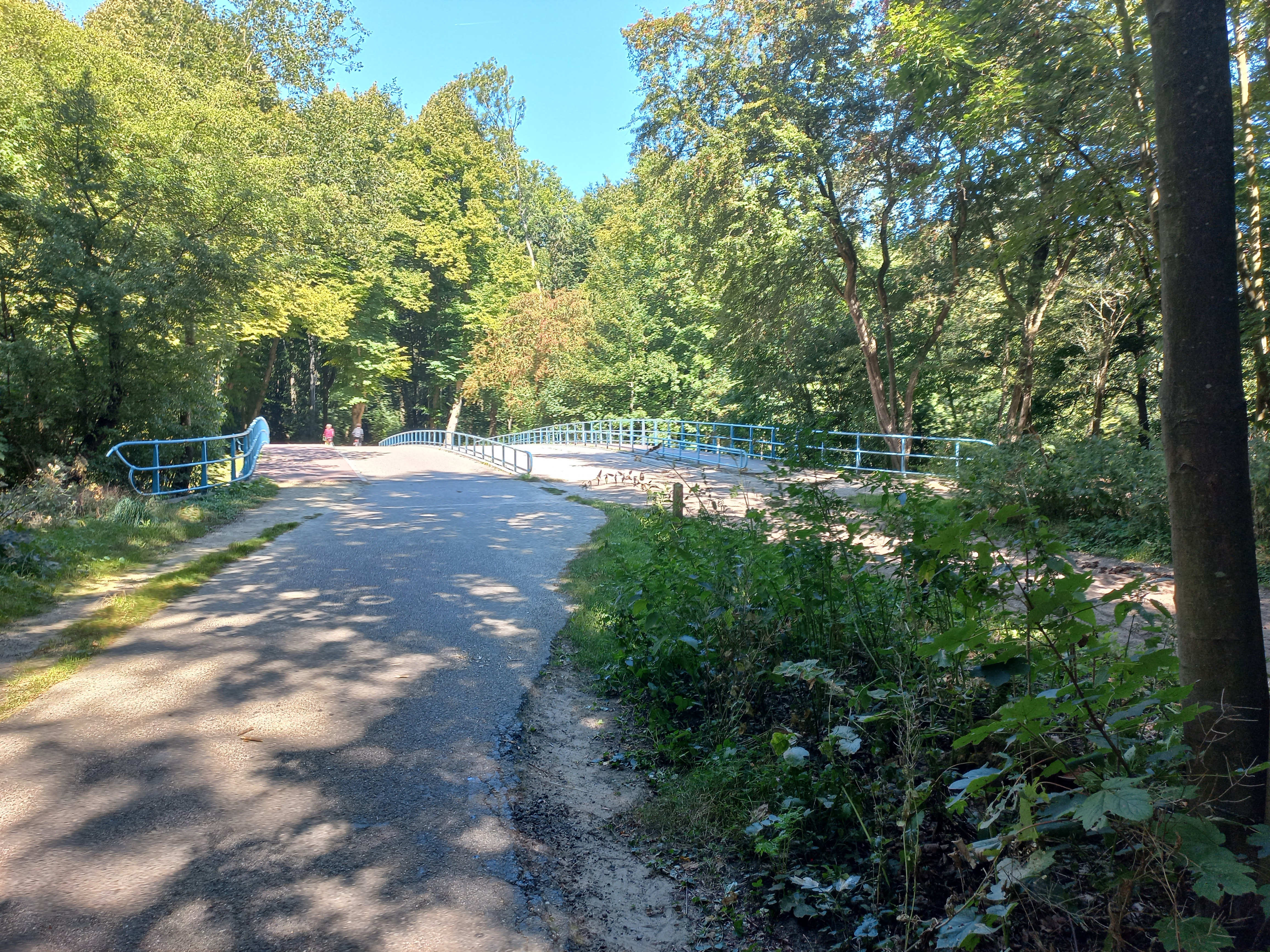
Brugindeling (augustus 2022)

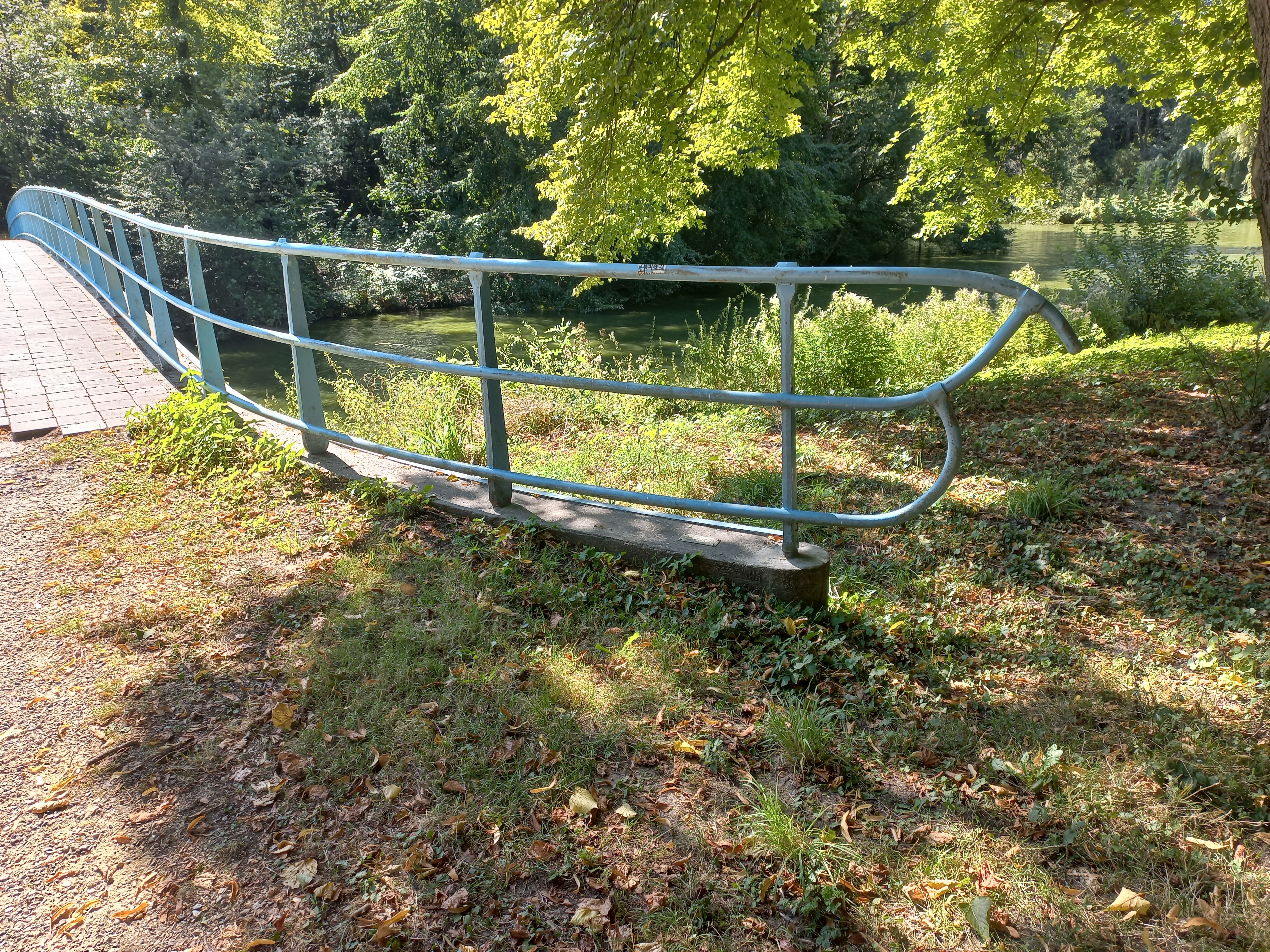
Leuningspel (augustus 2022)

<<< · 500 · 501 ·  503 · 504 · 505 · 506 · 507 · 508 · 509 · 510 · 511 · 512 · 513 · 514 · 515 · 516 · 517 · 518 · 519 · 520 · 521 · 522 · 523 · 525 · 526 · 527 · 528 · 530 · 531 · 532 · 533 · 534 · 535 · 536 · 537 · 538 · 539 · 540 · 541 · 542 · 543 · 544 · 545 · 546 · 547 · 548 · 549 · 550 · 551 · 552 · 553 · 554 · 555 · 556 · 557 · 558 · 559 · 560 · 561 · 562 · 563 · 564 · 565 · 566 · 567 · 569 · 571 · 572 · 573 · 575 · 577 · 578 · 580 · 581 · 582 · 583 · 584 · 586 · 587 · 589 · 590 · 591 · 592 · 593 · 594 · >>>
Brugnummers 502, 524, 529, 568, 570, 574, 576, 579, 585, 588, 595, 596, 597, 598, 599 zijn niet (meer) vergeven.